# Malabar (Lengkong)
Malabar is een bestuurslaag in het regentschap Kota Bandung van de provincie West-Java, Indonesië. Malabar telt 7973 inwoners (volkstelling 2010).